# Jüdische Gemeinde Bad Rappenau
Eine Jüdische Gemeinde in Bad Rappenau ist seit dem 16. Jahrhundert nachgewiesen. Die stets kleine Gemeinde hatte um 1875 ihre größte Mitgliederzahl mit über 80 Personen, ging dann durch Ab- und Auswanderung rasch zurück und erlosch zur Zeit des Nationalsozialismus.

## Geschichte
Juden sind in Rappenau seit dem 16. Jahrhundert nachgewiesen. Ein 1575/76 belegter Jud Gumbrecht lebte im so genannten Wimpfener Fünftel des Ortes, das seit 1438 im Besitz der benachbarten Reichsstadt Wimpfen war. Ab 1617 ist der Judenzoll belegt, der ab 1670 von der damaligen Rappenauer Ortsherrschaft, den Herren von Gemmingen, an verschiedene Rappenauer Juden verpachtet war, die von durchreisenden Glaubensgenossen dadurch Gebühren erheben konnten. Gleichzeitig waren die niedergelassenen Rappenauer Juden  Schutzjuden der Ortsherrschaft. 1745 gab es in Rappenau zeitweilig keine Juden mehr, da es gemäß der Dorfordnung inzwischen verboten war, Handel mit Juden zu treiben. 1802 waren wieder fünf jüdische Familien in Rappenau ansässig. Nach dem Übergang des Ortes an Baden 1806 erlangten die Juden allmählich bis 1862 die rechtliche Gleichstellung mit anderen Bürgern.

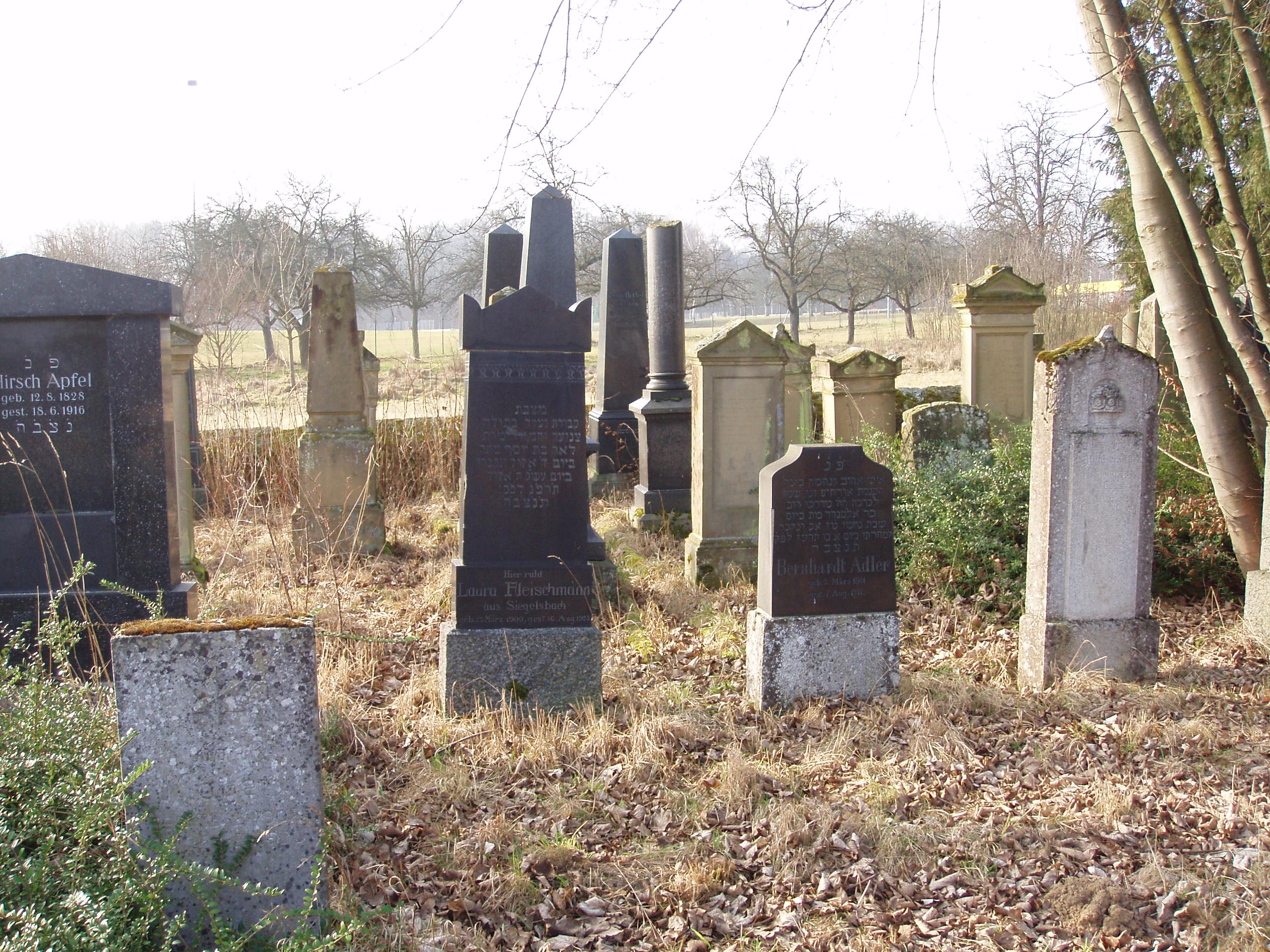
Jüdischer Friedhof in Bad Rappenau

1802 lebten fünf, 1824/25 sechs jüdische Familien am Ort. 1816 scheiterte ein Synagogenneubau noch an der Mittellosigkeit der Gemeinde, erst 1843 konnte die kleine Synagoge Bad Rappenau auf einem neu erschlossenen Bauplatz „hinter dem Dorf“ nach Plänen von Salinenbaumeister Fritschi errichtet werden. Das Begräbnis der Rappenauer Juden war ursprünglich auf dem großen Judenfriedhof im nahen Heinsheim, bevor 1881 am Ortsrand von Rappenau an der Straße nach Siegelsbach der Jüdische Friedhof Bad Rappenau eingerichtet wurde. 
Der Aufschwung der jüdischen Gemeinde in der Mitte des 19. Jahrhunderts hing insbesondere auch mit dem in Rappenau inzwischen aufgenommenen Kurbetrieb in der Rappenauer Saline zusammen, der auch jüdischen Badegäste hatte, für die u. a. eine koschere Schank- und Speisewirtschaft an der Ecke Siegelsbacher/Babstadter Straße konzessioniert wurde. Die Gemeinde war bis 1875 auf über 80 Personen angewachsen, nahm jedoch in der Folgezeit durch Ab- und Auswanderung stark ab. 1900 lebten 46 Juden am Ort, 1933 noch zehn. Im Oktober 1937 wurde die Gemeinde aus Mitgliedermangel aufgelöst, die Synagoge an die örtliche Milchgenossenschaft verkauft und zur Milchsammelstelle umgebaut.

## Nationalsozialistische Verfolgung
In der Pogromnacht 1938 wurde ein jüdisches Geschäft demoliert, außerdem wurden alle drei von Juden bewohnten Häuser von örtlichen SA-Männern besetzt und die Bewohner misshandelt. 1940 lebten noch fünf ältere Menschen jüdischen Glaubens in Rappenau, alle älter als 70 Jahre. Infolge der Deportation im Zuge der Wagner-Bürckel-Aktion am 22. Oktober 1940 kamen vier dieser Personen zu Tode. Auf dem Jüdischen Friedhof wurden 1944 Kinder sowjetischer Zwangsarbeiterinnen sowie 1945 vier umgekommene KZ-Häftlinge begraben.
Das Gedenkbuch des Bundesarchivs verzeichnet 7 in Bad Rappenau geborene jüdische Bürger, die dem Völkermord des nationalsozialistischen Regimes zum Opfer fielen.

## Gemeindeentwicklung
| Jahr | Gemeindemitglieder |
| ---- | ------------------ |
| 1802 | 5 Familien         |
| 1824 | 6 Familien         |
| 1825 | 42 Personen        |
| 1864 | 50 Personen        |
| 1875 | 81 Personen        |
| 1900 | 46 Personen        |
| 1933 | 10 Personen        |

## Bürgerliche Namen
Als alle Juden im Großherzogtum Baden 1809 erbliche Familiennamen annehmen mussten, haben die 6 Familienvorstände der Rappenauer Juden folgende Namen angenommen: Adler, Bär, Blum, Herbst, Hirsch und Strauß.